# Ratpenat orellut de Dobson
El ratpenat orellut de Dobson (Lampronycteris brachyotis) és una espècie de ratpenat del gènere monotípic Lampronycteris, que viu a Sud-amèrica i a Centreamèrica.